# 碁石拾い
碁石拾い（ごいしひろい）は、環中仙著の和國知恵較(1727年) や中根彦楯著の勘者御伽双紙（1743年）等の中で紹介されている、碁石を使ったパズル。初めて文献に登場した時は「ひろいもの」と呼ばれていた。

## ルール
碁盤の上に並ぶ碁石を次のルールですべて拾う。
1. どこから拾い始めてもよい。
2. 碁石を縦・横に（斜めは不可）進みながら拾う。
3. 碁石のないところで曲がることは出来ない。また、元の方向へ引き返すことも出来ない。
4. 進む途中の石は必ず取らなければならない。

## 例題の解答
|  |  |  |  |  |
|  |  |  |  |  |
|  |  |  |  |  |
|  |  |  |  |  |
|  |  |  |  |  |